# Köçek

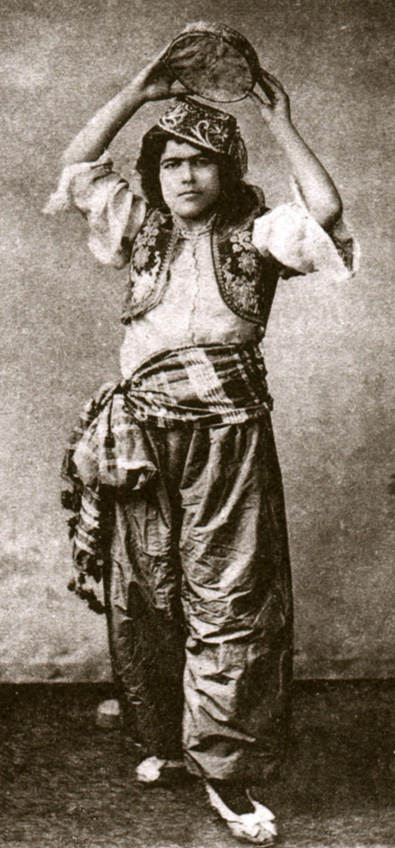
Un köçek che suona il tamburello basco in una foto della fine del XIX secolo.

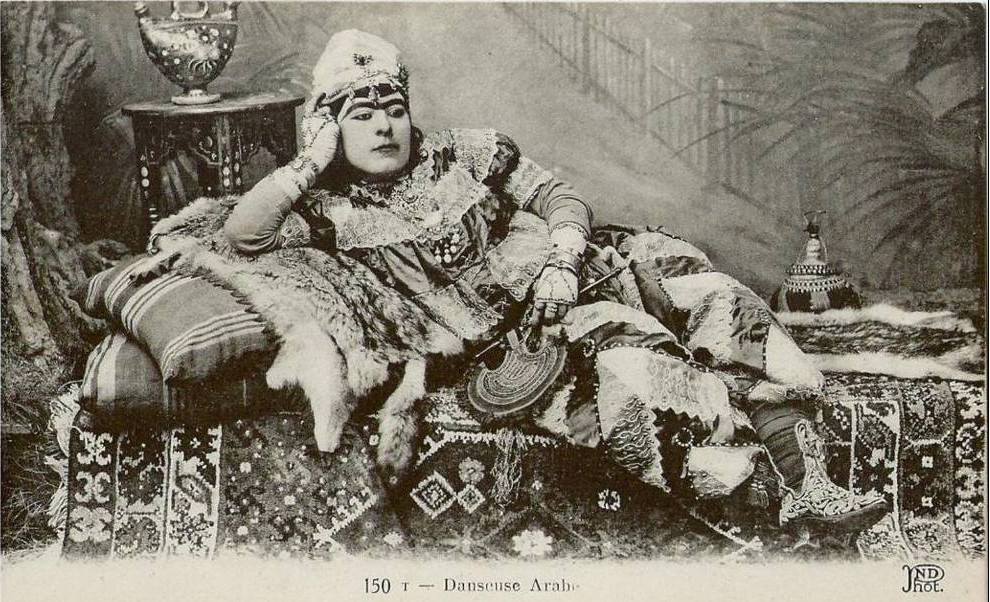
Un köçek bardato con tutti gli ornamenti.

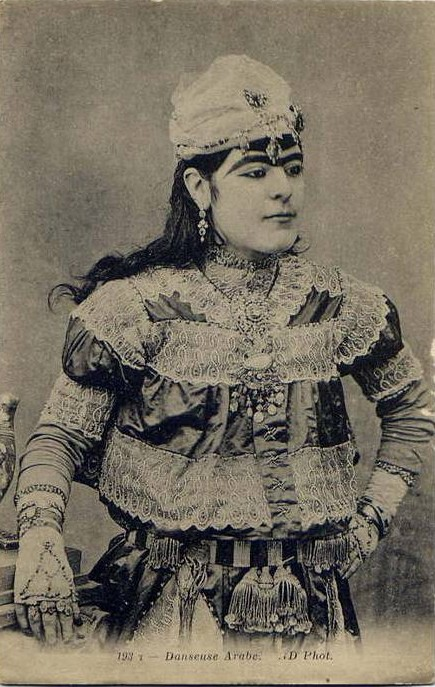
Cartolina postale di un köçek in costume.

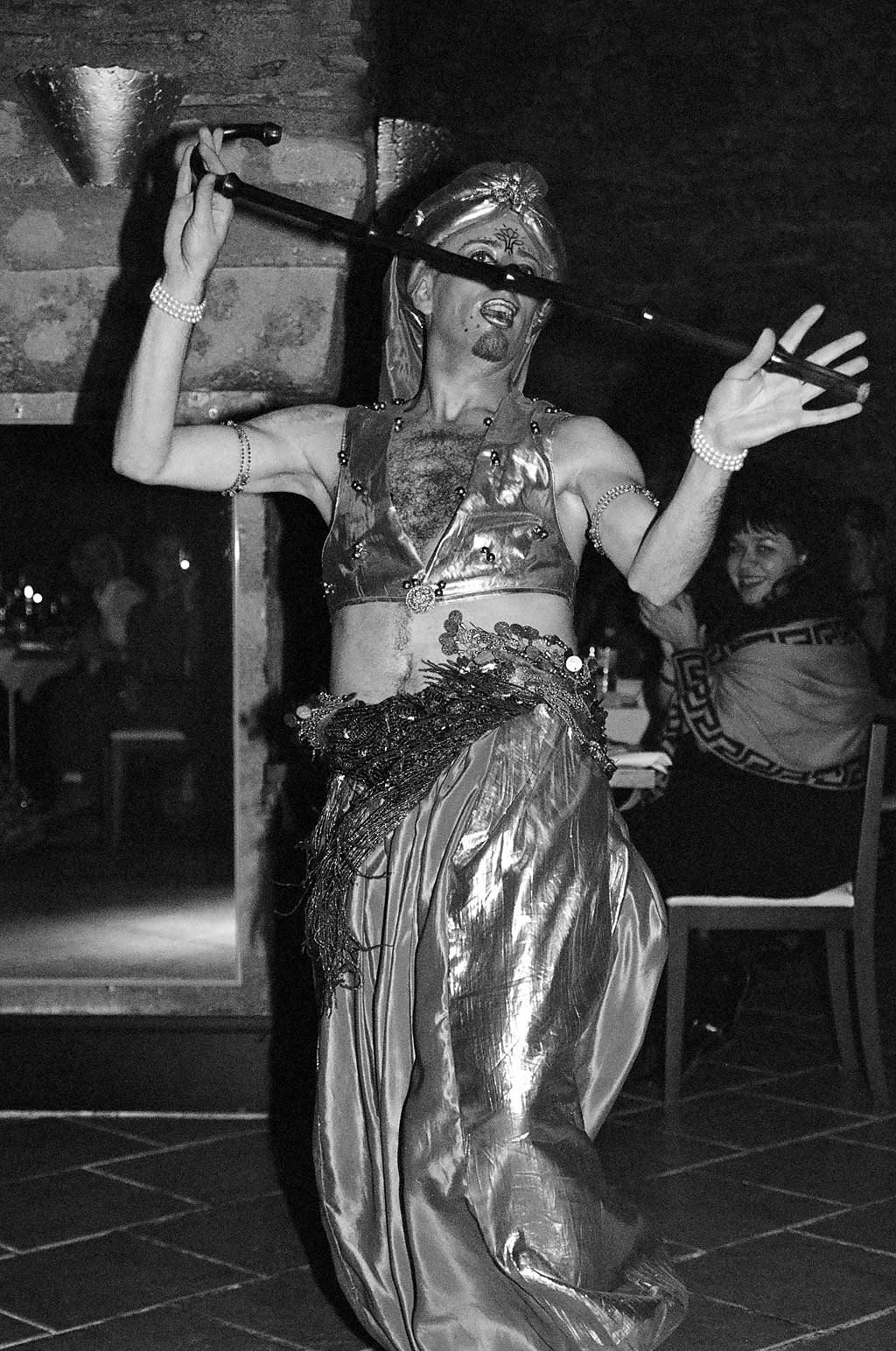
Danza nella moderna Turchia di un uomo abbigliato in vesti femminili proprio come fosse un köçek.

Il köçek (köçekler al plurale in lingua turca) era tipicamente un bellissimo giovane maschio addetto al ballo e che solitamente si vestiva in abbigliamento femminile, impiegato come intrattenitore nella cultura turca dell'impero ottomano.

## Definizioni e sviluppo
La parola turca deriva dal termine in lingua persiana kuchak, che significa "piccolo" o "giovane"; a sua volta questo è la pronuncia persiana di küçük, la parola turca per piccolo. Nel linguaggio dei tartari di Crimea la parola köçek significa "piccolo cammello".
La cultura del köçek fiorì dal XVII al XIX secolo ed ha avuto la sua origine nei costumi di grandi palazzi ottomani, ed in particolare negli harem. La sua figura ha arricchito sia la musica che la danza orientale ottomana.
Il supporto dei sultani ottomani ai köçek è stato uno dei fattori chiave per lo sviluppo del fenomeno. La forma d'arte espressa dai köçek fu infatti inizialmente limitata agli ambienti di palazzo. Da qui in seguito la pratica si è successivamente allargata in tutto l'impero tramite le compagnie commerciali di canto e ballo indipendenti.

## Cultura
Un köçek iniziava la propria formazione all'età di sette o otto anni e veniva generalmente considerata compiuta dopo circa sei anni di studio e pratica. La carriera di un ballerino sarebbe durata più a lungo se rimaneva senza barba e se conservava negli anni il suo aspetto giovanile più adolescenziale.
I köçek venivano reclutati fra le nazioni assoggettate all'impero ma non musulmane (dhimmi), come ebrei, rom, greci, albanesi, armeni ed altri. Erano ragazzi presi con la violenza dalle loro case attraverso la pratica del sistema di devscirme. Le danze, note collettivamente come köçek oyunu, miscelavano elementi arabi, greci, assiri e curdi (le danze Karsilama e Kaşık Havası).
I giovani venivano addestrati per un particolare genere musicale conosciuto come köçekçe, che veniva eseguito in forma di suite in una determinata melodia. Era un mix di arte balcanica con influenze anatoliche classiche, alcune delle quali sopravvivono ancora nella musica popolare turca dei giorni nostri.
L'accompagnamento prevedeva vari strumenti a percussione, come il davul-köçek: il davul era un grande tamburo rivestito da un lato con pelle di capra e dall'altro con pelli di pecora che produceva suoni differenti. L'abilità di un köçek sarebbe stata giudicata non solo sulle sue capacità di danza, ma anche per la sua competenza nell'utilizzo dei vari strumenti a percussione, in particolare un tipo di castagnette conosciute col nome di çarpare.
I ballerini venivano generalmente accompagnati da un'orchestra con quattro o cinque kaba kemence e laouto come principali strumenti, utilizzati esclusivamente per le suite köçek. C'erano di solito anche due cantanti che si davano il cambio.
Una danza köçek svolta nel serraglio ottomano o palazzo dell'harem poteva coinvolgere fino ad una o due dozzine di köçek, oltre a molti altri musicisti. Le occasioni festive per le loro esibizioni potevano essere un matrimonio, le feste dopo la circoncisione rituale, sagre e altre celebrazioni, ma anche per il solo piacere dei sultani e dell'aristocrazia.
I giovani portavano spesso un pesante trucco e dovevano intrecciare i lunghi capelli, portati sotto un piccolo cappello nero o rosso di velluto e decorato con monete, gioielli e oro. Il loro abito consueto consisteva in una piccola giacca di velluto rosso ricamato con una camicia di seta ricamata in oro, gli shalvar (pantaloni larghi), una gonna lunga e una cintura dorata annodata sul retro.
Venivano fin da bambini addestrati per essere sensuali, attraenti e con una punta di effeminatezza, mentre la loro esibizione danzante doveva essere sessualmente provocante. I ballerini volteggiavano e giravano sui fianchi a ritmo lento e in figura verticale, schioccando ritmicamente le dita e facendo gesti suggestivi. Spesso s'impegnavano anche in acrobazie, facendo finta di fare la lotta e di cadere: il tutto faceva parte dell'atto artistico.
I köçek erano di solito anche disponibili sessualmente, vendendosi spesso al miglior offerente ed assumendo il ruolo passivo nell'atto sessuale.
I nomi e la fama assunta dai köçek a Istanbul nel corso del XVIII secolo sono ben documentati. Tra i più celebri köçek della fine del XVIII secolo ci sono i rom Benli Ali di Didymoteicho (nella Grecia moderna), Büyük Afet (cioè Grande Afet, nato Yorgaki) di origine croata, Küçük Afet (cioè Piccolo Afet, nato Kaspar) di origine armena, e Pandeli, proveniente dall'isola greca di Chios. In questo periodo sembrano esserci stati almeno 50 köçek che erano saliti al rango più alto. Quelli più famosi, come il rom Ismail, dovevano essere prenotati con settimane o addirittura con mesi, di anticipo e ad un costo molto elevato.
Poeti assai famosi, come Enderûnlu Fâzıl, scrissero poesie e componimenti classici a loro dedicati, o come il compositore di corte Hammamizade İsmail Dede Efendi (1778-1846) che creò per loro canti celebri. Molte Meyhane di Istanbul (taverne notturne che servivano meze, rakı o vino) noleggiavano volentieri i köçek per intrattenere i clienti.
Prima di iniziare le proprie esibizioni, il giovane danzava tra gli spettatori per eccitare l'atmosfera; tra il pubblico, la concorrenza per ottenere la loro attenzione poteva spesso causare sommosse e scontri. Gli uomini si lasciavano andare rompendo i bicchieri, gridando, combattendo e a volte uccidendosi a vicenda: il tutto per mettersi in lizza nei favori sessuali dei ragazzi. Questi problemi hanno provocato una prima soppressione della pratica sotto il sultano Abdülmecid I.
A partire dal 1805 erano presenti circa 600 ballerini Köçek che lavoravano nelle taverne della capitale turca. Sono stati messi fuorilegge nel 1837 a causa dei combattimenti che si scatenavano tra i membri del pubblico e tra i ballerini stessi. Con la soppressione della cultura dell'harem sotto il sultano Abdul Aziz (1861-76) e successivamente sotto Abdul-Hamid II (1876-1908), la danza e la musica köçek hanno via via perduto il sostegno dei suoi patroni imperiali e sono così gradualmente scomparse.
I köçek, nel corso della storia turca, sono stati molto più ricercati rispetto alle çengi (giovani donne che praticavano la danza del ventre), le loro controparti femminili. Sono noti anche alcuni casi di ragazzi fatti uccidere dalle çengi, le quali erano estremamente gelose dell'attenzione che gli uomini riservavano nei confronti di questi adolescenti maschi.

## Propaggini moderne
Un'interpretazione moderna è data dal film Kocek (1975) del regista Nejat Saydam. Il film segue la vita di Caniko, un ragazzo dai modi femminili, che lotta con la sua identità di genere.